# 애글래호

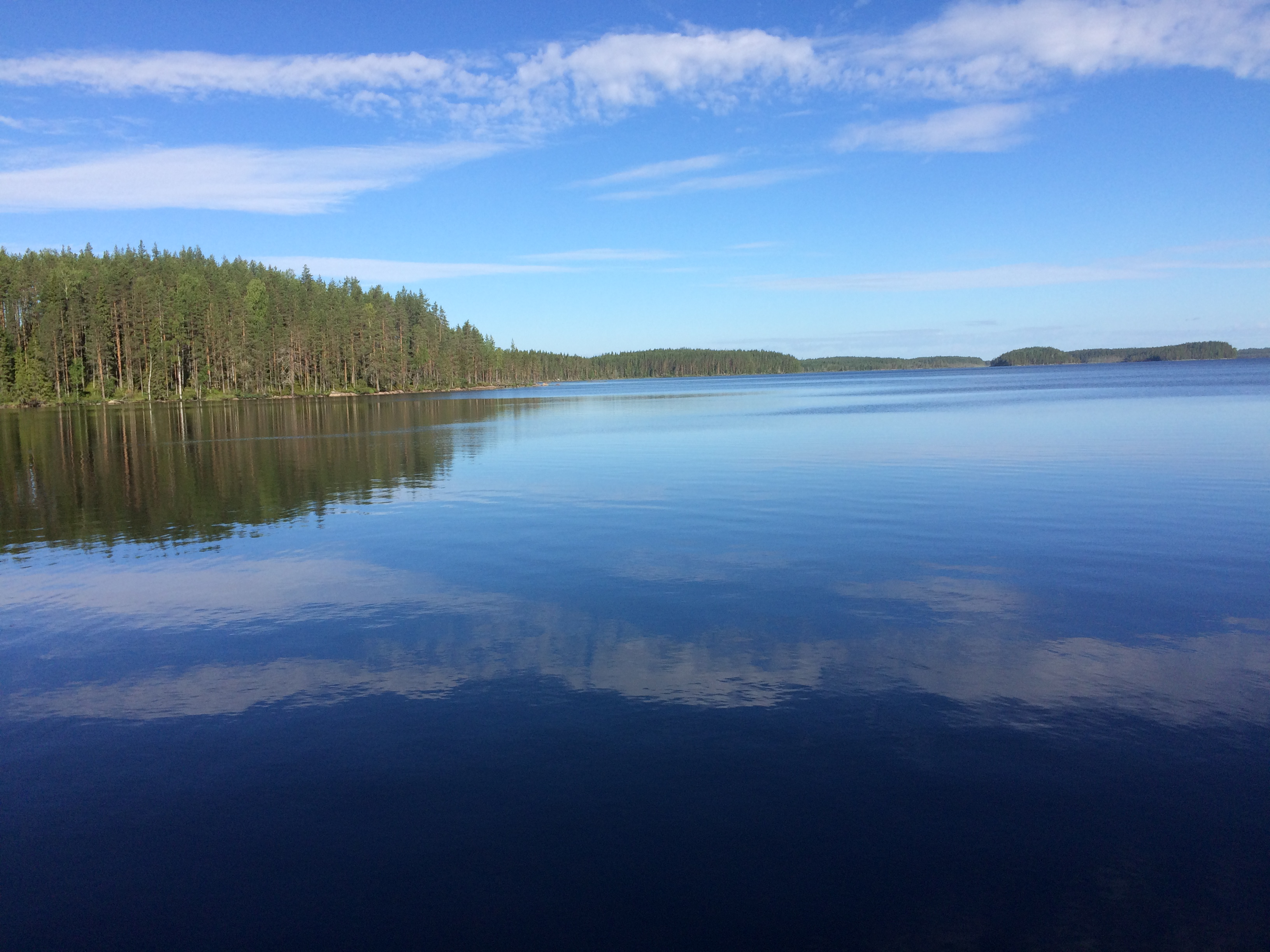

애글래호(핀란드어: Ägläjärvi 애글래얘르비[*]), 러시아어로는 야글랴 호(러시아어: Ягляярви)는 카렐리야 공화국의 호소군(群)이다. 슈야 배수유역의 일부이며, 애글래호의 물은 살론 호를 향해 흘러간다.
겨울전쟁 이전에는 핀란드의 코르피셀캐 지자체에 속했다. 유명한 톨바얘르비-애글래얘르비 전투의 무대가 되었다.